# Analisi dell'esalato
L'analisi dell'esalato è un metodo che permette di ottenere informazioni relative allo stato di salute di una persona. L'aria espirata viene prodotta naturalmente dal corpo umano attraverso l'atto del respiro e per questo motivo può essere raccolta in modo completamente non invasivo e in maniera illimitata.  Attraverso l'analisi dei composti organici volatili (VOCs) presenti nell'esalato è possibile identificare dei biomarcatori specifici per alcune patologie (tumore del polmone, asma, broncopneumopatia cronica ostruttiva (BPCO) e altre).
A partire dalle concentrazioni dei VOCs nell'esalato si può inoltre risalire alle loro concentrazioni nel sangue attraverso dei modelli matematici, come ad esempio quello descritto da Fahri. Esistono numerose tecniche che possono essere utilizzate sia per la raccolta dei campioni di respiro che per la loro successiva analisi. Nonostante la ricerca sull'analisi dell'esalato sia iniziata molti anni fa, ad oggi non esiste ancora alcuna applicazione clinica per la diagnosi di malattie.

## Storia

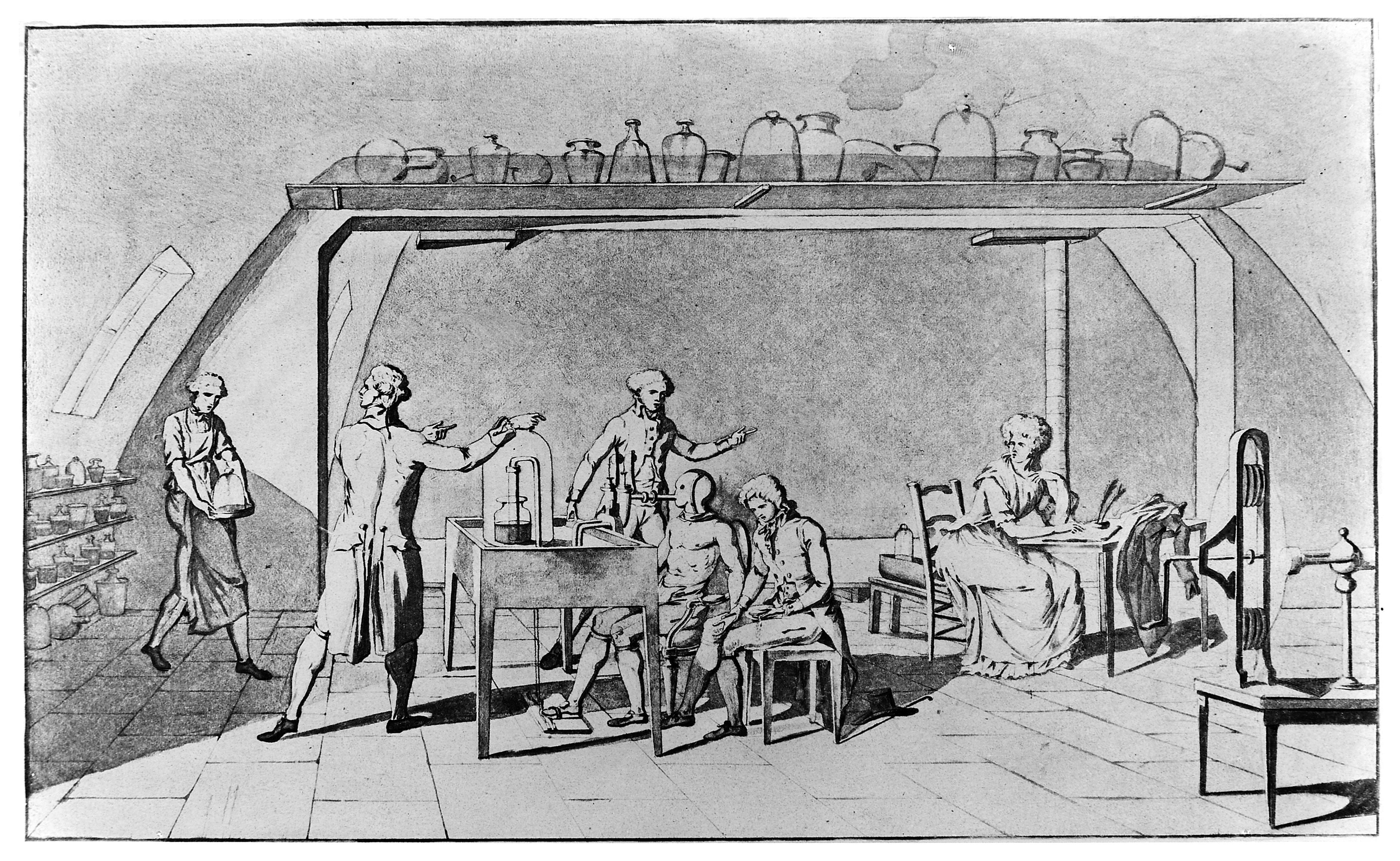
Lavoiser nel suo laboratorio mentre studia la respirazione umana.

Fin dai tempi del filosofo greco Ippocrate, l'analisi dell'aria espirata veniva effettuata per diagnosticare eventuali malattie.  Ad esempio, si riteneva che se l'aria espirata presentasse un odore fruttato e dolce, simile a quello dell'acetone, la persona fosse affetta da diabete. Allo stesso modo, un odore simile a quello del pesce poteva invece significare la presenza di un'insufficienza epatica, mentre l'odore tipico dell'urina indicava l'insorgenza di un'insufficienza renale.
Solamente con gli studi di Lavoisier è stato poi possibile iniziare a studiare in maniera scientifica il contenuto chimico dell'esalato, superando così la semplice azione dell'odorare. Analisi più sistematiche e approfondite sono state condotte a partire dalla seconda metà del XIX secolo. Nel 1971 Linus Pauling iniziò ad analizzare campioni di respiro con l'obiettivo di identificare VOCs presenti nell'aria espirata. I primi risultati ottenuti da Pauling permisero di identificare più di 250 distinti VOCs. A seguire, Phillips ne identificò più di 3000.
Negli anni recenti, sempre più studiosi si sono concentrati sullo studio dell'aria espirata con l'obiettivo di identificare dei biomarcatori che permettano di diagnosticare malattie, anche in stadi precoci. Tra le diverse malattie che sono state prese in considerazione vi sono il tumore del polmone, la BPCO, l'asma, il tumore della testa e del collo. Al giorno d'oggi vi sono diversi dispositivi commerciali che permettono di analizzare i campioni di respiro, ma non vi è ancora un'applicazione clinica dell'analisi dell'esalato per la diagnosi di malattie. Questo è dovuto principalmente ad una mancanza di una standardizzazione nei test clinici effettuati finora, sia per quanto riguarda la modalità di raccolta dei campioni di respiro sia per la loro analisi.

## Composti organici volatili
I composti organici volatili presenti nell'aria esalata possono essere di tipo endogeno o esogeno. I composti esogeni sono introdotti nel corpo umano dall'ambiente attraverso l'inspirazione o la pelle umana. I composti endogeni, invece, sono composti che vengono prodotti dai processi metabolici del corpo umano oppure dall'insorgenza di patologie. I composti endogeni presenti nel respiro possono essere suddivisi in diverse classi: idrocarburi saturi (eptano, pentano, aldeidi), idrocarburi insaturi (isoprene), composti contenenti ossigeno (acetone), composti contenenti zolfo (dimetilsolfato), composti contenenti azoto (ammoniaca, dimetilammina). Questi composti vengono poi liberati nel flusso sanguigno e, in seguito, eliminati dal corpo attraverso l'aria espirata, l'urina o la pelle.
Alcuni di questi VOCs potrebbero rappresentare dei biomarcatori per alcune malattie. Ad esempio, la presenza di eptano e pentano nell'aria espirata è correlata ad attività perossidasica e stress ossidativo, mentre un alto livello di concentrazione di acetone può invece essere individuato in soggetti affetti da diabete mellito. Negli ultimi decenni la ricerca si è concentrata sull'analisi del respiro di persone affette da tumori, con l'obiettivo di identificare nell'esalato dei biomarcatori che permettano di effettuare una diagnosi precoce del tumore. Questa assunzione è giustificata dal fatto che una delle caratteristiche dei tumori è la forte alterazione dei processi metabolici, che porta ad una produzione di VOCs differente da quella che avviene in una condizione sana.

### Relazione tra concentrazioni dei composti nell'esalato e nel sangue
È possibile legare la concentrazione di un composto nell'esalato alla sua concentrazione nel sangue. Il modello più semplice che lega queste due concentrazioni è stato sviluppato da Farhi, ed è descritto dalla seguente equazione:
{\displaystyle C_{A}={\frac {C_{\overline {v}}}{\lambda _{sangue:aria}+{\dot {V}}_{A}/{\dot {Q}}_{c}}}}
dove {\textstyle C_{A}}rappresenta la concentrazione alveolare del composto che si assume equivalente a quella misurata nell'aria esalata. La concentrazione {\textstyle C_{A}}dipende dalla concentrazione dello stesso composto nel sangue venoso {\textstyle C_{\overline {v}}}, dal coefficiente di ripartizione sangue:aria, specifico per la sostanza considerata ({\textstyle \lambda _{sangue:aria}}), e dal rapporto ventilazione/perfusione {\textstyle {\dot {V}}_{A}/{\dot {Q}}_{c}}.
La relazione tra concentrazione dei composti nell'esalato e nel sangue viene sfruttata negli etilometri, cioè da quei dispositivi che misurano la concentrazione di alcool nel sangue. In uno studio presente nella letteratura scientifica è stato dimostrato come questo modello semplificato non sia in grado di misurare correttamente le concentrazioni di isoprene e acetone nel sangue a partire da quelle rilevate nell'esalato. Per questo motivo, è necessario sviluppare modelli più complessi che spieghino la relazione tra le due concentrazioni.

## Tecniche per la raccolta del respiro
Per poter effettuare un'analisi chimica dell'aria espirata, come prima cosa è necessario raccoglierne un campione. Vi sono due fattori principali da tenere in considerazione: la porzione di aria da raccogliere e la conservazione del campione di respiro nel periodo temporale tra la fase di raccolta e quella di analisi.

### Porzioni di respiro

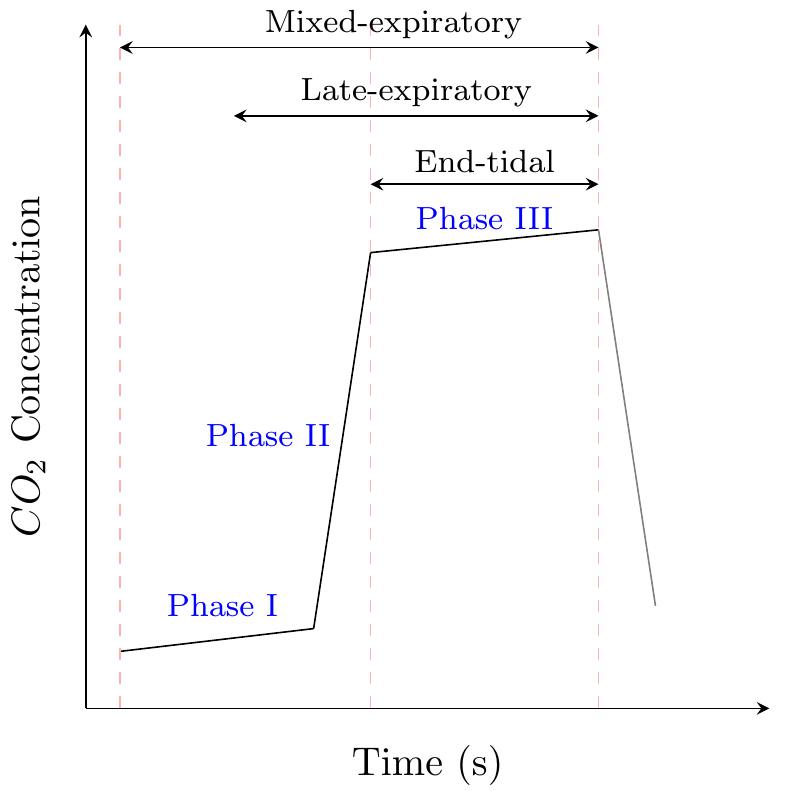
Le tre porzioni di aria espirata che possono essere raccolte (mixed-expiratory, late-expiratory, e end-tidal) in funzione del tempo e della concentrazione di CO2 nell'aria espirata e del tempo.

L'analisi dell'aria espirata può essere effettuata su diverse porzioni di respiro. Le porzioni che possono essere raccolte sono tre: la porzione di respiro mixed-expiratory (letteralmente misto espiratorio), la porzione di respiro late-expiratory (letteralmente tardo espiratorio), e la porzione di respiro end-tidal (fine espirazione). La porzione di respiro mixed-expiratory contiene al suo interno anche aria proveniente dallo spazio morto anatomico, cioè da quella porzione delle vie aeree che non contribuisce allo scambio gassoso a livello degli alveoli, mentre nelle porzioni di late-expiratory e end-tidal si cerca di ridurre il contributo dello spazio morto anatomico nel campione di respiro raccolto.
La porzione di respiro mixed-expiratory rappresenta però quella che può essere raccolta più facilmente: non richiede infatti una raccolta selettiva, dal momento che viene immagazzinata tutta l'aria espirata dal soggetto. Allo stesso tempo, a causa della presenza di contaminazioni provenienti dall'ambiente, dal naso e dalla bocca, essa potrebbe non rappresentare un campione di respiro di alta qualità e ricco di VOCs significativi. Per questo motivo, esiste il rischio concreto di identificare un VOC esogeno come biomarcatore di una certa patologia. La raccolta della porzione di respiro late-expiratory consiste nello scartare la porzione di aria espirata nei primi secondi di manovra espiratoria e nel raccogliere la porzione di aria rimanente. Questo consente di ottenere un campione di aria più ricco di VOCs endogeni rispetto a quello mixed-expiratory, minimizzando il contenuto di composti esogeni.
La porzione di respiro end-tidal rappresenta quella più ricca in assoluto di VOCs endogeni, dal momento che viene mantenuta solamente l'aria espirata durante la terza fase dell'espirazione. Uno dei metodi che si può utilizzare per identificare le diverse fasi dell'espirazione così da raccogliere solamente la porzione di respiro desiderata è basato sull'analisi della concentrazione di anidride carbonica ({\displaystyle {\ce {CO_2}}}) espirata.. Si possono identificare tre diverse fasi nella concentrazione di {\displaystyle {\ce {CO_2}}} durante il processo espiratorio: nella prima fase (fase I) la concentrazione è bassa, successivamente presenta un incremento (fase di transizione, fase II), per poi raggiungere un plateau che identifica l'inizio della fase end-tidal (fase III). Il monitoraggio della concentrazione di {\displaystyle {\ce {CO_2}}} può essere effettuato tramite un capnometro.

### Conservazione dei campioni di respiro
I campioni di respiro possono essere raccolti e temporaneamente immagazzinati con diverse modalità. Esempi di tecniche utilizzate nella letteratura scientifica sono:
- sacche in Tedlar: il Tedlar è un film di polivinilfluoruro realizzato dall'azienda DuPont[25]. Questo materiale viene utilizzato per la realizzazione di sacche con una valvola di sicurezza che permette di evitare la fuoriuscita di aria. Le valvole possono essere realizzate sia in acciaio inossidabile che in polipropilene.[26] Le sacche possono avere dimensioni differenti, da un minimo di 500 mL fino a 100 L[26], e rappresentano il metodo più utilizzato per la conservazione dei campioni di respiro.[27] I problemi principali legati all'utilizzo di queste sacche per l'immagazzinamento dei campioni di respiro sono legati alla fuoriuscita di vapori per diffusione attraverso le pareti della sacca, alla possibilità di raccogliere volume proveniente solamente da una singola espirazione, e alle emissioni di VOCs dalla sacca stessa, che possono contaminare il campione di respiro[27].
- tubi adsorbenti: essi rappresentano uno dei metodi più utilizzati per la raccolta di gas e vapori nell'aria. Questi tubi tipicamente hanno pareti di vetro e contengono al proprio interno diversi tipi di sostanze adsorbenti (carbone attivo, gel di silice, o polimeri organici porosi) che possono essere scelte per intrappolare solamente determinati composti.[28] Uno dei vantaggi dei tubi adsorbenti è quello di intrappolare ed immagazzinare solamente i composti di interesse. Inoltre, la composizione chimica del campione raccolto non viene contaminata e attraverso un facile desorbimento dei composti è possibile effettuare la loro analisi.[29]

Esistono inoltre dei prodotti commerciali realizzati esclusivamente per la raccolta di VOCs nel respiro:
- Bio-VOC Breath Sampler: il Bio-VOC Breath Sampler è un dispositivo per la raccolta di VOCs commercializzato dall'azienda Markes International.[30]  Presenta tre diversi componenti al suo interno: un'imboccatura usa e getta, un tubo adsorbente per la raccolta del respiro che consente di immagazzinare fino a 100mL di aria, e un pistone.[31] Con il Bio-VOC Breath Sampler è possibile raccogliere la porzione di respiro identificata come late-expiratory, ma non è possibile effettuare espirazioni multiple.[31] È stato utilizzato in diversi studi per la raccolta dei VOCs nel respiro[32][33].
- Reciva Breath Sampler: il Reciva Breath Sampler[34] è un dispositivo commercializzato dall'azienda inglese Owlstone Medical.[35] Questo strumento permette di conservare i VOCs presenti nell'esalato in trappole assorbenti, che garantiscono una migliore conservazione del campione di respiro e una minima contaminazione da parte del dispositivo.[34] Questo dispositivo è dotato anche di un sensore di anidride carbonica per il monitoraggio delle fasi espiratorie, e permette di raccogliere i VOCs eseguendo più manovre espiratorie, aumentando quindi la loro concentrazione all'interno dei tubi adsorbenti.[34] È attualmente utilizzato nel più grande trial clinico sulla diagnosi del tumore al polmone[36].
- Mistral Sampler[37]: Mistral Sampler è un dispositivo medico di classe I per il campionamento dei VOCs della porzione alveolare del respiro. Il dispositivo è provvisto di due linee operative, fornite di due bags di polietilene (PE) che permettono il convogliamento controllato dell’aria ambiente e dell’espirato su due differenti cartucce adsorbenti, in modo da differenziare accuratamente i VOCs esogeni da quelli endogeni. Si tratta di un sistema di campionamento off-line, che prevede una fase iniziale di raccolta e pre-concentrazione dei VOCs a livello di tubi adsorbenti, e una fase successiva di analisi di laboratorio con le tecniche gold-standard di TD-GC/MS. Questa procedura permette di minimizzare il rischio di alterazione della composizione dei campioni ed ottenere migliori segnali di output[38][39]. Il Mistral Sampler è al momento utilizzato per diversi trial clinici, nei più importanti centri ospedalieri pubblici e privati italiani[40][41][42][43][44].

## Tecniche per l'analisi dei campioni di respiro
Esistono numerose tecniche che possono essere utilizzate per l'analisi chimica dei campioni di respiro.

### Gascromatografia-spettrometria di massa
La gascromatografia-spettrometria di massa (GC-MS) può essere utilizzata per l'analisi di campioni di respiro. Questo tipo di tecnologia analitica utilizza un gas-cromatografo posto a monte di uno spettrometro di massa. Il gas-cromatografo permette la separazione delle molecole presenti nella sostanza da analizzare, mentre lo spettrometro di massa svolge la funzione di rilevatore. Alcuni svantaggi dell'utilizzo della GC-MS per l'analisi del respiro sono: esperienza del personale per il suo utilizzo, costi elevati e lunghi tempi necessari per completare l'analisi.

### Spettrometria di massa a reazione di trasferimento di protoni
La spettrometria di massa a reazione di trasferimento di protoni (PTR-MS) è una tecnica chimica analitica che permette di analizzare sostanze chimiche e di identificare in maniera univoca i composti presenti. La PTR-MS viene utilizzata principalmente per il monitoraggio in tempo reale dei VOCs nell'ambiente. Un dispositivo in grado di utilizzare questo tipo di tecnologia è costituito da una sorgente di ioni (tipicamente {\displaystyle {\ce {H_3O^+}}}) e da una camera a multifili, all'uscita della quale si trova un analizzatore (generalmente uno spettrometro di massa). Considerando {\displaystyle {\ce {H_3O^+}}} come ione primario, il processo di trasferimento di protoni è definito dalla seguente reazione:
{\displaystyle {\ce {H_3O^+ + R -> RH^+ + H_2O}}}
dove {\displaystyle {\ce {R}}} rappresenta il composto di interesse. Questa reazione è consentita solamente se l'affinità protonica di {\displaystyle {\ce {R}}} è più elevata rispetto a quella di {\displaystyle {\ce {H_2O}}}. Dal momento che numerosi composti presenti nell'aria ambiente presentano un'affinità protonica più bassa rispetto a quella di {\displaystyle {\ce {H_2O}}}, gli ioni {\displaystyle {\ce {H_3O^+}}} reagiscono solamente con i VOCs presenti nel campione, e l'aria ambiente svolge la funzione di gas di trasporto. Considerando il basso numero di componenti presenti nella sostanza da analizzare, si può assumere che il numero totale di ioni {\displaystyle {\ce {H_3O^+}}} rimanga costante durante la reazione e ottenere quindi la seguente equazione:
{\displaystyle {\ce {[RH]^+=[H_3O^+]_0(1-e^{k[R]t}) \approx [H_3O^+]_0[R]kt}}}
dove {\displaystyle {\ce {[RH^+]}}} rappresenta la densità degli ioni prodotti dalla reazione, {\displaystyle {\ce {H_3O^+}}} la densità degli ioni primari in assenza di molecole reagenti nel gas di trasporto, {\displaystyle {\ce {k}}} la costante di velocità e {\displaystyle {\ce {t}}} il tempo medio necessario per attraversare la zona di reazione. Gli strumenti che sfruttano la PTR-MS permettono di misurare la densità sia dei prodotti di reazione che degli ioni primari, la costante di velocità {\displaystyle {\ce {k}}} è nota per numerose sostanze e il tempo di reazione {\displaystyle {\ce {t}}} può essere calcolato a partire dai parametri impostati sul dispositivo. Di conseguenza, le concentrazioni assolute dei composti, {\displaystyle {\ce {[R]}}}, possono essere calcolate senza effettuare calibrazioni con gas a concentrazioni note. La PTR-MS può essere anche utilizzata in modalità combinata insieme alla GC-MS.

### Spettrometria per mobilità ionica
La spettrometria per mobilità ionica (IMS) è una tecnica analitica utilizzata per separare e identificare molecole ionizzate in fase gassosa a seconda della loro mobilità ionica in un gas di trasporto. Nell'IMS il campione da analizzare viene sottoposto ad una ionizzazione, che può essere ottenuta tramite diverse tecniche: effetto corona, fotoionizzazione a pressione atmosferica, elettrospray o ionizzazione chimica a pressione atmosferica. Successivamente alla ionizzazione, nella IMS si misura il tempo necessario affinché uno ione attraversi uno spazio fisico di determinata lunghezza all'interno di un campo elettrico e ad una certa pressione. A determinati intervalli, un campione di ioni è inserito all'interno della camera a multifili. Il campo elettrico presente spinge gli ioni all'interno della camera, dove essi si separano in base alla loro mobilità ionica. La mobilità ionica {\displaystyle K} può essere determinata sperimentalmente con la seguente equazione:
{\displaystyle K={\frac {L^{2}}{t_{D}U}}}
in cui {\displaystyle L} rappresenta la lunghezza della camera multifili, {\displaystyle t_{D}} il tempo necessario affinché lo ione attraversi la camera, e {\displaystyle U}la differenza di potenziale del campo elettrico applicato tra l'ingresso e l'uscita della camera. Gli ioni poi giungono al rilevatore posto a valle dello strumento dal più veloce al più lento, generando così un "pattern" caratteristico del campione analizzato. Il rilevatore può essere, nella sua forma più semplice, una coppa di Faraday accoppiata a un amplificatore a transimpedenza. Strumenti più complessi, basati sulla IMS, possono essere posti a monte di uno spettrometro di massa, così da ottenere informazioni relative sia alla forma che alla massa degli ioni.

### Sistema olfattivo canino
I cani hanno un sistema olfattivo molto sviluppato e sono in grado di identificare con elevata accuratezza composti presenti nell'aria. I primi studiosi che riportarono l'abilità canina nell'identificare tumori furono Williams e Pembroke nel 1989. Essi descrissero che una donna si era rivolta a loro dopo aver notato l'interesse del suo cane verso un neo presente sulla sua coscia. Dopo averlo analizzato, il neo fu diagnosticato come un melanoma maligno. Alcuni anni dopo, Church e Williams riportarono un episodio simile. In seguito a questi episodi si iniziò a studiare in maniera più sistematica l'abilità dei cani nell'odorare i tumori. Il respiro di soggetti con tumore della vescica, dell'ovaio, del polmone e della prostata è stato analizzato da cani addestrati in numerosi studi. Dal momento che l'utilizzo sistematico di cani nella pipeline clinica per la diagnosi di malattie risulterebbe di difficile implementazione, uno studio approfondito del sistema olfattivo canino potrebbe portare alla progettazione e allo sviluppo di biosensori che potrebbero poi essere integrati all'interno di dispositivi di analisi chimica.

### Nasi elettronici
I nasi elettronici sono dei dispositivi che consentono di analizzare in modo molto rapido dei campioni di aria, integrando in un dispositivo di dimensioni contenute e portatile tutte le componenti necessarie per poter effettuare analisi di gas. Questi dispositivi non sono in grado di identificare in maniera precisa il contenuto, in termini di concentrazioni di VOCs, del campione analizzato, ma permettono di ottenere un'indicazione sulla combinazione dei VOCs presenti. I nasi elettronici presentano al loro interno degli array di sensori, che possono essere basati su diversi principi fisici. Le variazioni dei segnali generati da questi sensori consente di ottenere un pattern identificativo (breathprint) del respiro analizzato.

#### Sensori colorimetrici

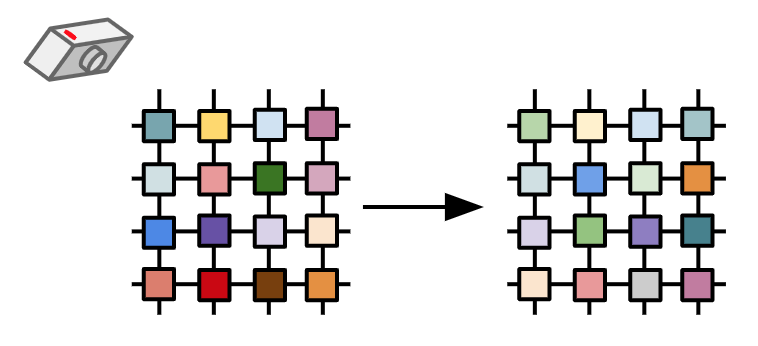
Sensori colorimetrici utilizzati per l'analisi del respiro. Il colore dei sensori varia a seconda dei composti contenuti nel campione di respiro. Le variazioni di colore vengono misurate attraverso una fotocamera ad alta risoluzione.

I nasi elettronici possono essere basati su array di sensori colorimetrici. Questo tipo di sensori fonda il suo principio di rilevamento sull'utilizzo di composti che, quando interagiscono con determinate sostanze chimiche, cambiano il proprio colore. In questo modo un campione di respiro può essere analizzato trasportando l'aria sulla matrice di sensori colorimetrici e misurando il loro cambiamento di colore attraverso una fotocamera ad alta risoluzione. Uno dei vantaggi dell'utilizzo di sensori colorimetrici è che non presentano una dipendenza da temperatura e umidità.

#### Sensori a ossido di metallo
I sensori a ossido di metallo sono composti da un supporto ceramico, ricoperto da diossido di stagno, e da una spirale riscaldante di platino. L'interazione chimica tra le molecole di gas e la superficie del sensore porta a un suo cambiamento di conduttività, che può essere misurato attraverso un semplice partitore di tensione. Da un punto di vista chimico, la reazione è basata su uno scambio di ossigeno tra i VOCs e il materiale metallico che ricopre il supporto ceramico. Questi sensori sono caratterizzati dall'avere un'elevata sensitività e bassi tempi di recupero, ma hanno lo svantaggio di lavorare a elevate temperature, da 300 °C fino a 550 °C. A temperature più basse, infatti, la frequenza delle reazioni chimiche a livello superficiale è troppo bassa per poter rilevare un cambiamento di conduttività. La sensitività di questi sensori è influenzata da numerosi fattori, tra cui la temperatura e l'umidità del campione da analizzare. È presente in commercio un naso elettronico basato su sensori a ossido di metallo, l'Aeonose. Questo dispositivo integra al suo interno 3 sensori a ossido di metallo con diverse proprietà superficiali, ed è stato progettato per l'analisi del respiro.

#### Sensori conduttivi
Il principio di funzionamento dei sensori conduttivi (noti anche come sensori a polimero conduttivo) è il cambiamento di resistenza elettrica causata dall'assorbimento di gas sulla superficie del sensore. Questi sensori sono costituiti da un substrato, tipicamente in silicio, da una coppia di elettrodi d'oro, e da un polimero organico conduttivo che svolge la funzione di elemento sensibile. I polimeri conduttivi sono tipicamente sintetizzati tramite ossidazione chimica o elettrochimica dei monomeri corrispondenti. I monomeri più utilizzati come materiale di rivestimento per sensori conduttivi sono il polipirrolo, la polianilina, e il politiofene. Uno dei principali svantaggi dei sensori conduttivi è l'elevata vulnerabilità all'umidità ambientale. Il Cyranose 320 è un naso elettronico, disponibile in commercio, che utilizza sensori a polimero conduttivo.

#### Microbilance a cristalli di quarzo
Un altro tipo di sensori che può essere utilizzato per l'analisi dell'esalato sono le microbilance a cristalli di quarzo. Questi sensori sono costituiti da un singolo cristallo di quarzo, tipicamente con un diametro pari 1 cm, e presentano due elettrodi metallici d'oro posizionati sulle due facce del cristallo. I sensori vengono inseriti all'interno di circuiti elettrici oscillanti: applicando una corretta tensione elettrica tra i due elettrodi, una riduzione della frequenza di oscillazione indica un accumulo di massa sulla superficie del cristallo. Il cristallo può essere anche ricoperto da metallo-porfirine per rendere l'assorbimento superficiale di massa più selettivo per determinati composti. I VOCs, adsorbendo sulle metallo-porfirine, modificano la massa del cristallo, e di conseguenza la sua frequenza di oscillazione.